# Erwin Franzkowiak
Erwin Franzkowiak (* 29. November 1894 in Berlin-Schöneberg; † 19. März 1984) war ein deutscher Hockeyspieler.
Erwin Franzkowiak vom Berliner SC debütierte 1925 in der deutschen Hockeynationalmannschaft. Bei den Olympischen Spielen 1928 in Amsterdam wirkte der Verteidiger nur im Spiel gegen Frankreich mit. Im Spiel um den dritten Platz gegen Belgien schlugen seine Mannschaftskameraden die Belgier mit 3:0 und Franzkowiak erhielt mit der deutschen Mannschaft die Bronzemedaille. Insgesamt wirkte Erwin Franzkowiak von 1925 bis 1928 in vier Länderspielen mit.